# Ismael Peña
Ismael Peña, también conocido por Ismael (Torreadrada, Segovia, 1936) es un cantante, folklorista, musicólogo y etnógrafo español.

## Biografía
Su madre fue una maestra republicana represaliada por la dictadura franquista.
Cursó estudios universitarios de Derecho y Filosofía y Letras y musicales en Madrid.
Vivió en París entre 1960 y 1970. En esa época conoce a cantautores franceses y realiza sus primeros recitales, basados en temas populares castellanos y en los cancioneros renacentistas españoles.
Durante esos años recorre Francia, Argelia, Suiza, Túnez, Marruecos, Bélgica y Grecia, donde lleva sus espectáculos de música popular y antigua de la mano de las Jeunesses Musicales de France (Juventudes Musicales de Francia).
De vuelta a España comienza a grabar discos basados en textos de varios poetas: Miguel Hernández, Antonio Machado, Pedro Salinas. En 1976 participa en el LP Segovia Viva, con el maestro Agapito Marazuela y el Nuevo Mester de Juglaría.
En la década de los sesenta comienza su tarea de recuperar y divulgar la cultura popular.
Presentó y dirigió en TVE el programa Ismael y La banda del Mirlitón, que duró casi cinco años en antena y que se emitía los sábados por la mañana.
Fruto de su interés etnográfico ha reunido más de un millar de instrumentos de música, 2.000 juguetes, 600 trajes o 500 bordados, más de centenares de utensilios procedentes del mundo rural. También un grupo de botijos pintados por artistas como Dalí, Sempere, Viola o Barjola. Fundó dos museos, uno de marionetas en Cádiz y otro de alfarería en Navalcarnero. Posee una de las colecciones de arte popular más completas del país.
Fue amigo personal de la poeta Gloria Fuertes, de quien a su muerte, Ismael heredó el contenido de su casa y cantó algunos de sus poemas.

## Reconocimientos
Obtuvo el Premio Nacional de Folklore Agapito Marazuela.
Fue declarado Hijo Predilecto de la Provincia de Segovia.
Recibió el Grand Prix du Disque otorgado por la Academia Charles Cros de París con su primer LP: “Canciones del Pueblo, Canciones del Rey”.

## Documental
- Ismael, el juglar rebelde. Dirigido por Ramón Moratalla.[4]

## Discografía
- Florilège d'Espagne par Ismael - Romances des XVe et XVIe Siècles et Chants Populaires. 1965
- La Tarara. 1966
- Últimas Noticias / Después del Silencio.1968
- Florilegio de España.1968
- Creemos el Hombre Nuevo / Si me llamaras.1969
- A Solas Soy Alguien / Muerto de Amor. 1969
- Ismael en España. 1969
- Así Soy Yo. 1971
- Después del Silencio. 1971
- Dónde Vas, Carpintero. 1971
- El Camello. 1971
- Alondra. 1971
- Cuestión de Piel.1972
- Libres.1972
- Alzo la Voz. 1973
- Déjame.1973
- Así Soy Yo.1973
- Como un Olivo.1975
- Navidad Viva. 1976
- Vol. 1 Todas sus Grabaciones. (1963-1970). 2009
- Vol. 2 Todas sus Grabaciones. (1971-1976). 2009